# Stan Carrizosa
Stan Carrizosa foi o grande vencedor de High School Musical: Get In The Picture da ABC, o que lhe garantiu a oportunidade de gravar o single Just Getting Started que foi tocado durante os créditos finais de High School Musical 3, e estará presente no álbum do longa-metragem. 

## CDS
- High School Musical 3 - Just Getting Started